# سارد

کشور باستانی لیدی و پایتخت آن سارد

سارد یا ساردیس، شهر دوران باستان، واقع در بخش غربی آسیای کوچک که تا سال ۵۴۶ پیش از میلاد پایتخت شاهنشاهی لیدی و بعد از آن مقر ساتراپ‌های پارس بوده‌است.
سارد نزدیک به دو هزار و اندی سال پیش به دست کوروش بزرگ گشوده شد و از آن پس یکی از شهرهای مهم شاهنشاهی هخامنشی شد. این شهر که در آسیای کوچک قرار داشت به وسیله راه شاهی به تخت جمشید می‌پیوست.
از سال ۱۸۸ پیش از میلاد متعلق به پرگامون و از سال ۱۳۳ پیش از میلاد در تصرف جمهوری روم و سپس بیزانس قرار گرفت که بعدها به دست مسلمانان افتاد. شهر سارد شهرت خود را مدیون ثروت فراوان و همچنین نیایش‌گاه آرتمیس می‌باشد.

## سال‌شمار
در سال ۵۴۶ پیش از میلاد سارد پایتخت لیدی توسط کوروش فتح می‌شود و کرزوس پادشاه لیدی شکست می‌خورد.
در سال ۴۹۴ پیش از میلاد ایونیان در آسیای صغیر علیه حکومت هخامنشی شورش می‌کنند و شهر سارد را به آتش می‌کشند.